# Voiles de la liberté
Les Voiles de la liberté sont la première édition du rassemblement de grands voiliers de Rouen, qui s'est déroulée du 9 au 16 juillet 1989.
Dans le cadre des festivités prévues pour le 200e anniversaire de la Révolution française, le projet fut lancé par Patrick Herr avec l'appui complet de Jean Lecanuet, alors maire de Rouen. Le succès populaire de la manifestation fut tel qu'il établit l'habitude d'organiser le rassemblement de grands voiliers à Rouen tous les 4 ou 5 ans.

## Liste des voiliers présents

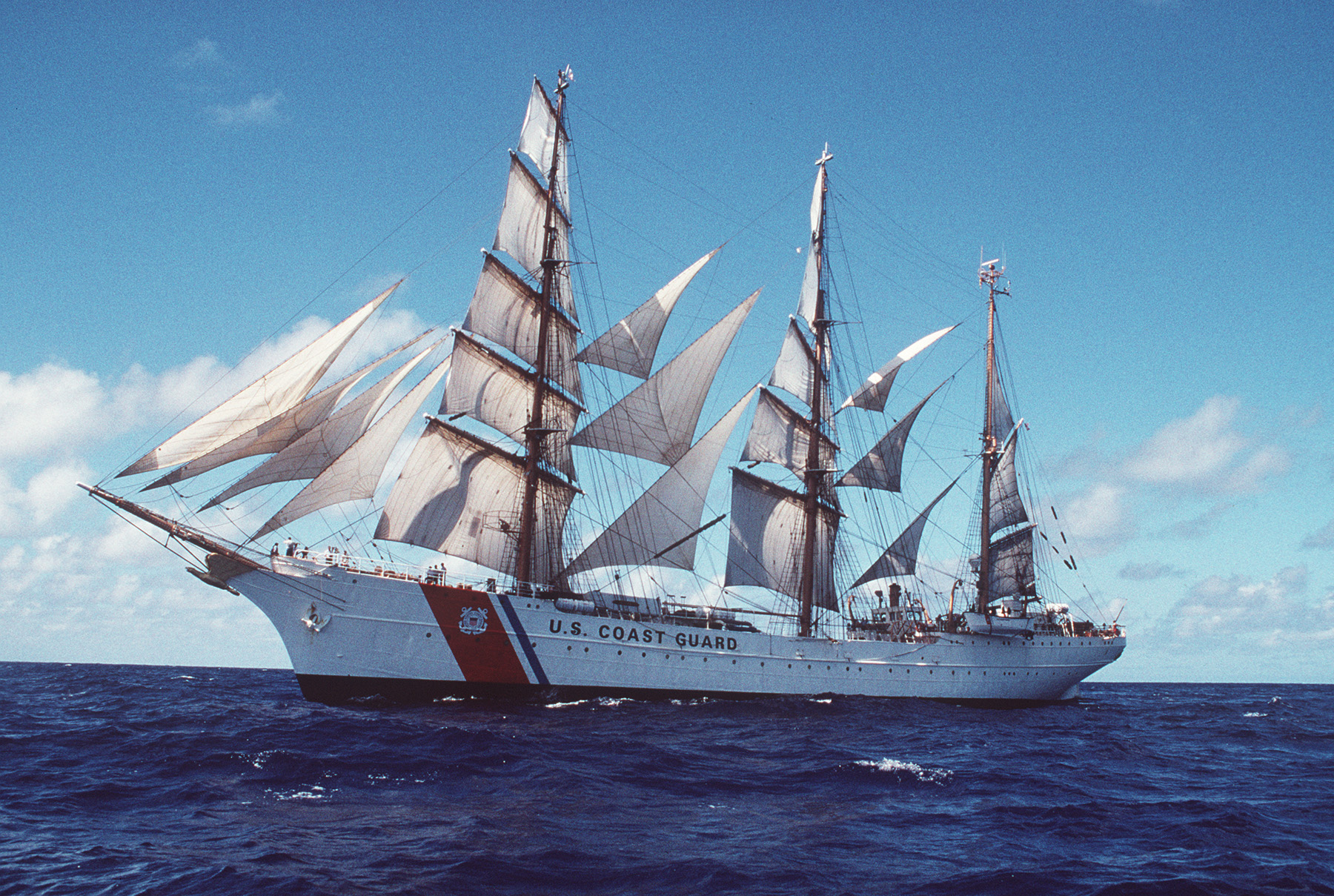
USCG Eagle.

Les voiliers présents sont les suivants :
| Nom                | Type                | Pays             |
| ------------------ | ------------------- | ---------------- |
| Amerigo Vespucci   | trois-mâts carré    | Italie           |
| Astrid             | brick               | Royaume-Uni      |
| Belem              | trois-mâts barque   | France           |
| Belle Poule        | goélette            | France           |
| Capitán Miranda    | trois-mâts goélette | Uruguay          |
| Cuauhtémoc         | trois-mâts barque   | Mexique          |
| Dar Młodzieży      | trois-mâts carré    | Pologne          |
| Druzhba            | trois-mâts carré    | Union soviétique |
| Eagle              | trois-mâts barque   | États-Unis       |
| Étoile             | goélette            | France           |
| Gladan             | goélette franche    | Suède            |
| Gloria             | trois-mâts barque   | Colombie         |
| Gorch Fock II      | trois-mâts barque   | Allemagne        |
| Kaskelot           | trois-mâts barque   | Royaume-Uni      |
| Kaliakra           | trois-mâts goélette | Bulgarie         |
| Libertad           | trois-mâts carré    | Argentine        |
| Sagres II          | trois-mâts barque   | Portugal         |
| Simon Bolivar      | trois-mâts barque   | Venezuela        |
| Statsraad Lehmkuhl | trois-mâts barque   | Norvège          |
| Shabab Oman        | trois-mâts goélette | Oman             |
| Sorlandet          | trois-mâts carré    | Norvège          |